# Lucien Tesnière

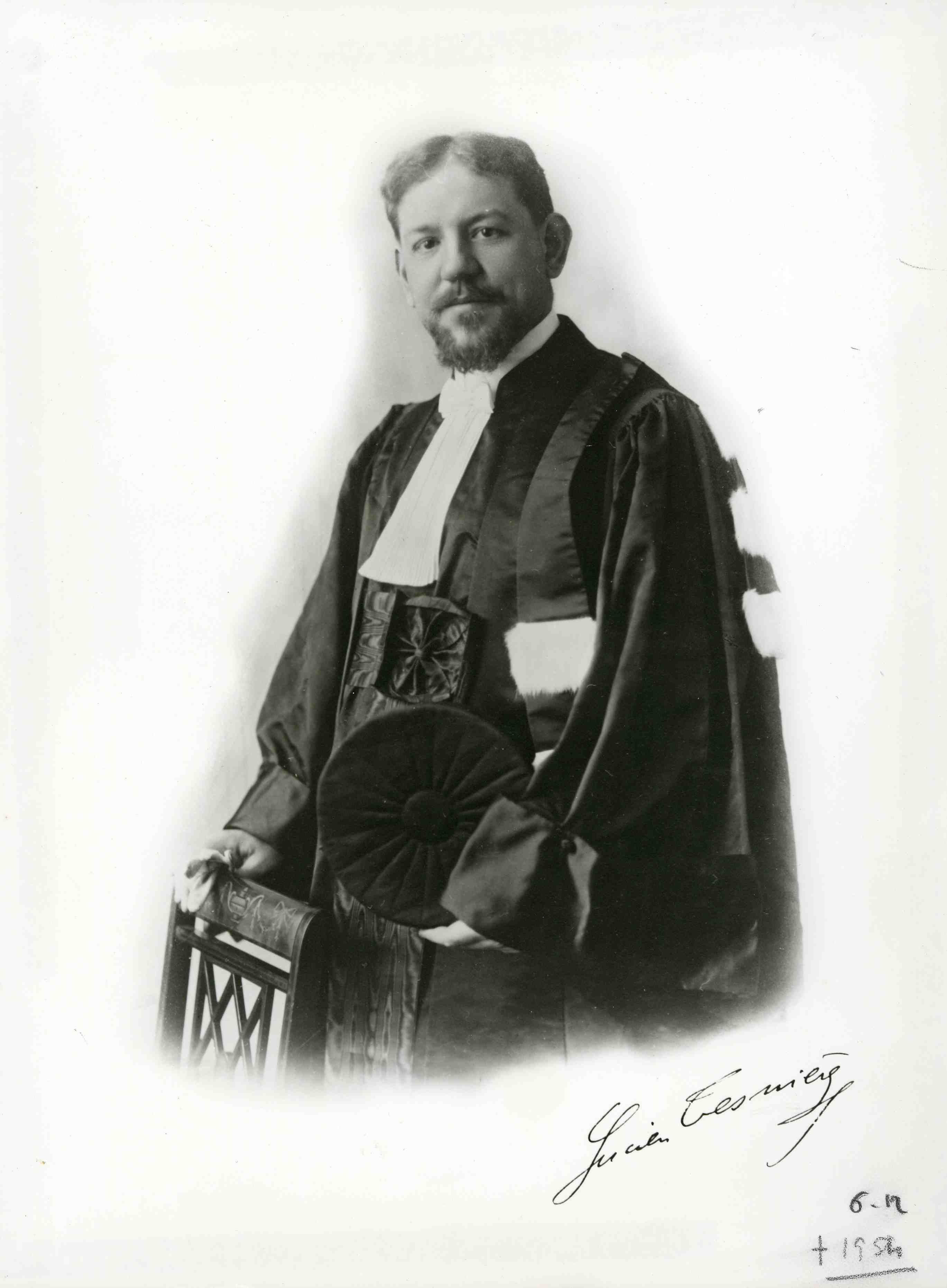
Lucien Tesnière

Lucien Tesnière [lyˌsjɛ̃ tεˈnjε:ʀ] (* 13. Mai 1893 in Mont-Saint-Aignan; † 6. Dezember 1954 in Montpellier) war ein französischer Linguist und gilt als Begründer der Dependenzgrammatik.

## Leben und Wirken
Lucien Tesnière wurde in Mont-Saint-Aignan geboren, einem Ort unweit von Rouen. Er lernte Latein und Griechisch an einer deutschen Schule und ging als junger Mann für eine gewisse Zeit nach England, Deutschland und Italien. Später immatrikulierte er sich an den Universitäten der Sorbonne in Paris und der Universität Leipzig, wo er bis zum Ausbruch des Ersten Weltkrieges Germanistik studierte. Nach seiner Mobilmachung für die Französischen Streitkräfte am 12. August 1914 wurde er am 15. Oktober desselben Jahres an die Front geschickt. Nach seiner Gefangennahme am 16. Februar 1915 wurde er im Kriegsgefangenenlager Merseburg zusammen mit 4.000 anderen Gefangenen zahlreicher Nationalitäten interniert. Er lernte während seiner vierzigmonatigen Gefangenschaft weitere Sprachen und arbeitete als Dolmetscher für die deutschen Behörden.
1924 erhielt er eine Professur an der Universität Straßburg. Dort erarbeitete er bereits wesentliche Grundlagen der Dependenzgrammatik. Aufgrund von Finanzierungsschwierigkeiten, die aus dem Konflikt zwischen Frankreich und Deutschland herrührten, konnte er nicht publizieren. 1937 wechselte er an die Universität Montpellier. Erst 1953 veröffentlichte er seine Esquisse d’une syntaxe structurale, bevor er 1954 starb. Den größten Bekanntheitsgrad – nicht nur in der französischen Linguistik – erlangte er erst mit seinem posthum veröffentlichten Werk Éléments de syntaxe structurale (1959). Seine Ideen zur Dependenzgrammatik werden vor allem in der Praxis des Sprachunterrichts und – in letzter Zeit – auch im Bereich der Computerlinguistik genutzt. Tesnières bahnbrechende Arbeiten zur strukturellen Syntax beeinflussten auch die Textsemantik sowie die Kasus-Rahmen-Theorie Charles Fillmores und wurden von Algirdas Julien Greimas für seine Theorie einer strukturellen Semantik herangezogen.
Tesnière führte den Begriff Zirkumstante in die strukturalistische Syntax ein.

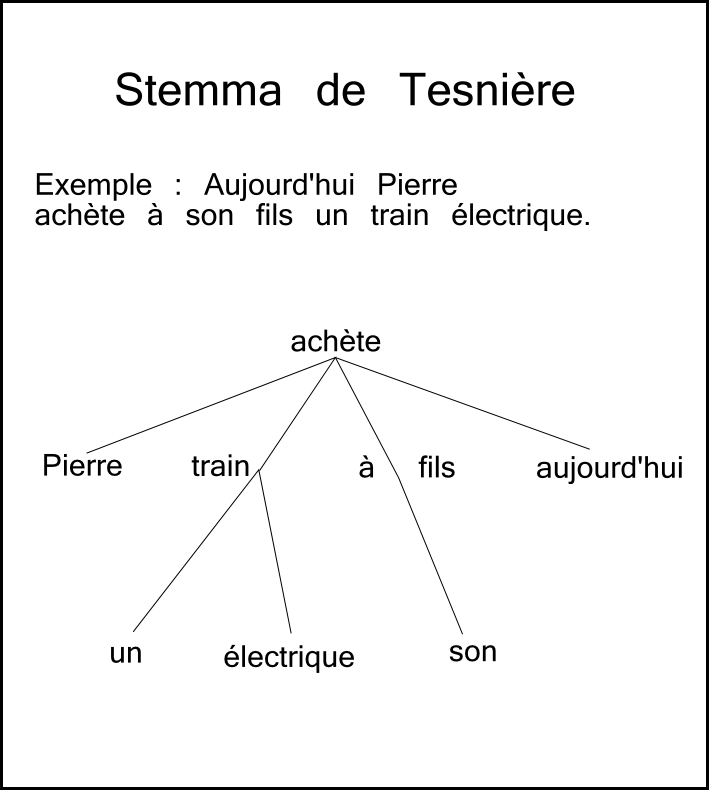
Beispiel für ein Stemma

## Werke
- Petite grammaire russe. Henri Didier, Paris 1934.
- Cours élémentaire de syntaxe structurale. 1938.
- Cours de syntaxe structurale. Renex, Montpellier 1943.
- Esquisse d’une syntaxe structurale. Klincksieck, Paris 1953.
- Éléments de syntaxe structurale. Klincksieck, Paris 1959.
- Éléments de syntaxe structurale. 2. durchgesehene und korrigierte Auflage. Klincksieck, Paris 1965. 5. Druck, Vorwort von Jean Fourquet, Klincksieck, Paris 1988, ISBN 2-252-02620-0.
  - Deutsche Übersetzung: Grundzüge der strukturalen Syntax. Klett-Cotta, Stuttgart 1980, ISBN 3-12-911790-3.